# زیگمونت آدامچیک
زیگمونت آدامچیک (انگلیسی: Zygmunt Adamczyk; ۱ مهٔ ۱۹۲۳ – ۱۹ ژوئیهٔ ۱۹۸۵) بازیکن سابق فوتبال اهل لهستان بود که در پست مهاجم بازی می‌کرد. تنها حضور او با باشگاه لخیا گدانسک در لیگ برتر فوتبال لهستان در ۱۰ آوریل ۱۹۴۹ در شکست ۳-۰ مقابل پولونیا ورشو بود.